# Pavol Straka
Pour les articles homonymes, voir Straka.
Pavol Straka (né le 13 décembre 1980, à Trenčín) est un footballeur slovaque. Il joue au poste d'attaquant pour le FK AS Trenčín.
Pavol Straka a fait ses débuts avec Antalyaspor contre Çaykur Rizespor le 6 août 2006. Il a marqué le 500e but en super ligue turque contre Kayseri Erciyesspor.